# Johann Christoph Wolf

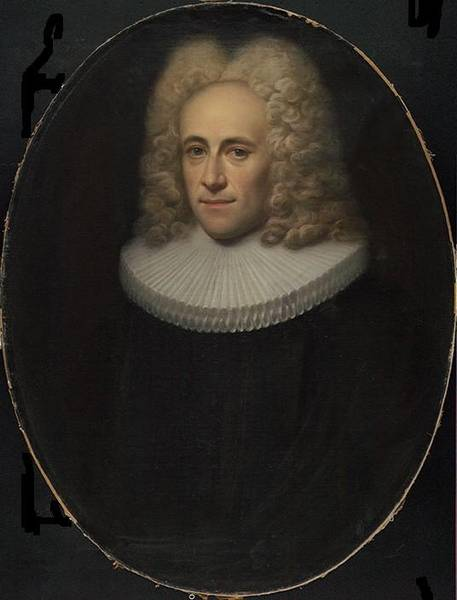
Johann Christoph Wolf, Gemälde in der Staats- und Universitätsbibliothek Hamburg

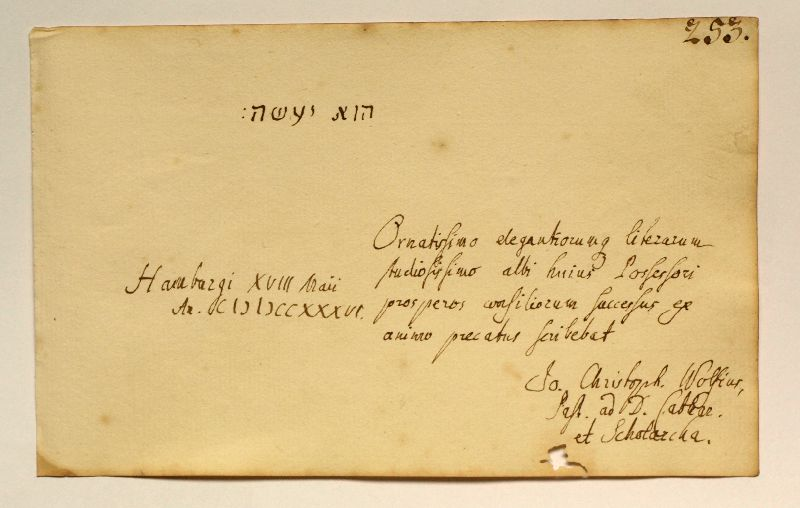
Eintrag von Johann Christoph Wolf im Album amicorum von Johann Friedrich Behrendt, 1736

Johann Christoph Wolf (* 21. Februar 1683 in Wernigerode; † 25. Juli 1739 in Hamburg) war ein deutscher Theologe und Polyhistor.

## Leben
Wolf besuchte in Hamburg, wohin sein Vater Johann Wolf als Hauptpastor an der Nikolaikirche berufen worden war, das Johanneum und das Akademische Gymnasium. 1703 schrieb er sich in der Universität Wittenberg ein und spezialisierte sich auf orientalische Sprachen und Literatur. Ein Jahr später legte er das Magisterexamen ab. Es folgte eine Zeit, in der Wolf häufig den Aufenthalt wechselte. Er hielt zunächst Vorlesungen in Wittenberg, kehrte dann aber nach Hamburg zurück und nahm das Konrektorat der Lateinschule in Flensburg an. Dazwischen unternahm er Reisen in die Niederlande, England und Dänemark. 1710 wurde Wolf, der einen guten Namen als Orientalist erworben hatte, erneut nach Wittenberg als Adjunkt und späterer als außerordentlicher Professor der Philosophie berufen.
Zwei Jahre später nahm er die Professur für Orientalische Sprachen am Gymnasium seiner Heimatstadt an, um 1716 schließlich als Hauptpastor an die Katharinenkirche zu wechseln. Auch in diesem Amt fand er Zeit für seine wissenschaftliche Tätigkeit. Wolf baute sich eine große Bibliothek von 25.000 Bänden, Büchern und orientalischen Manuskripten auf. Unter anderem erwarb er die Sammlung des Frankfurter Ratsherrn Zacharias Konrad von Uffenbach.
Seine Bibliothek vermachte er der Hamburger Stadtbibliothek, deren Bestand sich damit verdoppelte. Seine Sammlung von Gelehrtenbriefen, die sein Bruder, der Philologe Johann Christian Wolf, noch ergänzte, gelangte ebenfalls in die Stadtbibliothek. Sie umfasst 40.000 Briefe in 200 Bänden.
Sein bedeutendstes Werk ist die Bibliotheca Hebraea, Hamburg 1715–1733, über die hebräische Literatur. Seine Aussagen über den Talmud bleiben für eineinhalb Jahrhunderte maßgeblich.
Seit 1712 war er auswärtiges Mitglied der Königlich Preußischen Sozietät der Wissenschaften.
Nach dem Tod des Bruders errichtete der Hamburger Senat beiden Gelehrten ein Kenotaph in der Stadtbibliothek nach einem Entwurf des schwedischen Bildhauers Johann Wilhelm Manstadt.

## Schriften
- Bibliotheca hebraica. Hamburg 1683. Erw. in 4 Bdn. 1715–23. Forts, von Hermann Friedrich Köcher: Nova Bibliotheca hebraica. 2 Bände. Jena 1783–1784.
- De mythica moralia tradendi ratione nov-antiqua. Diss. 1 u. 2 Wittenberg 1704.
- דעת ספרי שרשים sive Historia lexicorum hebraicorum, quae tam a Judaeis quam Christianis ad nostra usque tempora in lucem vel edita, vel promissa sunt, vel in Bibliothecis adhuc latentia deprehenduntur. Wittenberg 1705 (Digitalisat).
- Manichaeismus ante Manichaeos, et in Christianismo Redivivus, sive, tractatus historico philosophicus. Hamburg 1707. 1710 (Digitalisat); Nachdruck Leipzig 1970.
- Absurda Hallensia Oder Die irrigen Und Ungereimten Meynungen, Welche Die Herrn Theologi in Halle in ihren Hertzen hegen, in öffentlichen Lectionibus vortragen, und in Schrifften mit allem Fleiß verfechten. s. l. 1707. (Digitalisat).
- Casavboniana Sive Isaaci Casavboni Varia de Scriptoribus Librisque iudicia. Observationes Sacrae in utriusque Foederis loca, Philologicae item & Ecclesiasticae, Ut [et] Animadversiones in Annales Baronii Ecclesiasticos ineditae, Ex varii Casauboni Mss. In Bibliotheca Bodleiana reconditis. Libezeit, Hamburg 1710. (Digitalisat).
- Carcerem eruditorum museum. (Resp. Caspar Peter von Schwoll) Gerdes, Wittenberg 1710. 1718. (Digitalisat).
- De atheismo falso suspectis. Diss. Wittenberg 1710. 1717.
- Anecdota Graeca, sacra et profana. 4 Bände. Theodor Christoph Felginer, Hamburg 1722–1724. Fortsetzung von Johann Christoph Köcher als Analecta philologica et exegetica. Altenburg 1766.
- Curae philologicae et criticae. 4 Bände. Hamburg 1725–1735.
  - Bd. 1. in IV SS. Evangelia et Actus Apostolicos.
  - Bd. 2. in IV. priori S. Pauli Epistolas.
  - Bd. 3. in X. posteriores S. Pauli Epistolas.
  - Bd. 4. in SS. Apostolorum Jacobi Petri Judae et Joannis Epistolas huiusque Apocal.
  - Neuausgabe in 5 Bänden. Basel 1741 (Digitalisat).
- Conspectus supellectilis epistolicae et literariac manu exaratae quae exstat apud J. Ch. Wolfium. Hamburg 1736 [Katalog der Handschriften und des Uffenbachschen Briefcorpus in Wolfs Bibliothek].
- Supellex epistolica Uffenbachii et Wolfiorum = Katalog der Uffenbach-Wolfschen Briefsammlung, 2 Bände (= Katalog der Handschriften der Staats- und Universitätsbibliothek Hamburg, Bd. 8). Herausgegeben von Nilüfer Krüger. Hauswedell, Hamburg 1978.